# Аббасов, Багман Аббас оглы
Багман Аббас оглы Аббасов (азерб. Bəhmən Abbas oğlu Abbasov; 1890, Елизаветпольская губерния — 15 декабря 1958, Казахский район) — советский азербайджанский хлопковод, Герой Социалистического Труда (1948).

## Биография
Родился в 1890 году в селе Кочаскер Казахского уезда Елизаветпольской губернии (ныне Казахский район Азербайджана).
Работал председателем колхоза имени Ворошилова (ранее имени Багирова) Акстафинского района. В 1947 году получил урожай хлопка 85,81 центнера с гектара на площади 10 гектаров.
Указом Президиума Верховного Совета СССР от 10 марта 1948 года за получение высоких урожаев хлопка при выполнении колхозом обязательных поставок и натуроплаты за работу МТС в 1947 году и обеспеченности семенами зерновых культур для весеннего сева 1948 года, Аббасову Багману Аббас оглы присвоено звание Героя Социалистического Труда с вручением ордена Ленина и золотой медали «Серп и Молот».
Активно участвовал в общественной жизни Азербайджана. Член КПСС с 1948 года.
Скончался 15 декабря 1958 года в родном селе.